# Kazincbarcikai SC
El Kazincbarcikai SC, conocido como Kolorcity Kazincbarcikai SC por razones de patrocinio, es un equipo de fútbol de Hungría que juega en la NB1, la primera división nacional.

## Historia
Fue fundado en el año 1957 en la ciudad de Kazincbarcika y en 1966 juega por primera vez en la NB2. En la temporada de 1976/77 el club anotó 101 goles, cantidad que solo pudo ser igualada por el FC Barcelona en ese año y que actualmente es un récord en Hungría.
En la temporada 2024–25 en la Nemzeti Bajnokság II el Kazincbarcika terminó en segundo lugar de la liga luego de empatar en la última jornada con el eventual campeón de la segunda división, el Kisvárda FC , superando al Vasas SC por un punto luego de que solo pudo empatar 2-2 con el Budapest Honvéd FC en el Bozsik Aréna; con lo que logró el ascenso a la Nemzeti Bajnokság I por primera vez en su historia. El gol que dio el ascenso lo anotó Nimród Baranyai, pero al día siguiente su entrenador Gábor Erős no se sabe si continua con el club.

## Cambios de nombre
- 1957–1968:	Kazincbarcikai Munkás Testedző Kör (KMTK)
- 1968–1993:	Kazincbarcikai Vegyész Sport Egyesület (KVSE)
- 1993–2020:	Kazincbarcikai Sport Club (KBSC)
- 2020–presente:	Kolorcity Kazincbarcika SC (KKSC)

## Palmarés
- NB3: 2

1976/77, 2021/22
- Megyei bajnokság: 1

1960/61

## Entrenadores
- Pribelszki Gyula (1961–1963)
- Anocskai László (1964)[3]
- Papp József (1965–1967)
- Pete András (1967–1968)
- Molnár Péter (1968–1969)[4]
- Nagy György (1970–1971)[5]
- Turay András (1972–1974)[6]
- Pete András (1974–1976)[7]
- Cservenka Csaba (1976)
- Szentmarjay Tibor (1976–1981)
- Frenkó László (1981–1984)[8]
- Sáfrány István mb. (1984)[9]
- Bencsik Gyula (1984–1985)[10]
- Sáfrány István mb. (1985)[11]
- Kaszás Gábor (1985–1986)[12]
- Balázs András (1986–1988)[13]
- Varga Zoltán (1988–1991)[14]
- Vígh Tibor (1991–1992)[15]
- Kálmán Vilmos (1992–1993)[16]
- Lipcsei Imre (1994–1996)[17]
- Kálmán Vilmos (1996–1997)[18]
- Koleszár György (1997–1998)[19]
- Kádár Zsolt (1998–1999)[20]
- Kálmán Vilmos (1999–2000)[21]
- Kádár Zsolt (2000–2001)[22]
- Koleszár György (2002–2003)[23]
- Kálmán Vilmos (2003–2004)[24]
- Kádár Zsolt (2004–2007)[25]
- Kocsi József (2007–2008)
- Koleszár György (2008–2009)
- Kálmán Vilmos (2009)
- Kőrösi Gábor (2009)
- Kocsi József (2010)
- Kádár Zsolt (2010)
- Orlóczki Tibor (2011)
- Szabó János (2011–2012)
- Kiprich József (2012–2013)[26]
- Borbély Péter (2013–2014)[27]
- Koleszár György (2014)[28]
- Vincze Richárd mb. (2014)[29]
- Gálhidi György (2014–2015)[30]
- Huszák Géza (2015)[31]
- Vincze Richárd y Komlósi Ádám (2015–2016)[32]
- Koleszár György (2016–2017)[33]
- Vitelki Zoltán (2017–2018)[34]
- Koleszár György mb. (2018)[35]
- Gálhidi György (2018–2019)[36]
- Dzurják József (2019–2020)[37]
- Boér Gábor (2020)[38]
- Vitelki Zoltán (2020)[39]
- Pacsi Bálint (2020–2021)[40]
- Kriston István (2021)
- Varga Attila (2021–2023)[41]
- Csábi József (2023–2024)
- Gábor Erős (2024–)[42][43][44]